# 1929-es spanyol labdarúgó-bajnokság (első osztály)
Az 1. spanyol labdarúgó-bajnokság (spanyolul La Liga vagy Primera División) első osztályának küzdelmeiben 10 csapat vett részt. A bajnokság 1929. február 10-én kezdődött. A szezon végén nem volt kieső csapat.

## Tabella
| Hely | Csapat              | M  | Gy | D | V  | Rg | Kg | Gk  | P  |
| ---- | ------------------- | -- | -- | - | -- | -- | -- | --- | -- |
| 1    | Barcelona           | 18 | 11 | 3 | 4  | 37 | 23 | +14 | 25 |
| 2    | Real Madrid         | 18 | 11 | 1 | 6  | 40 | 27 | +13 | 23 |
| 3    | Athletic Bilbao     | 18 | 8  | 4 | 6  | 43 | 33 | +10 | 20 |
| 4    | Real Sociedad       | 18 | 8  | 4 | 6  | 46 | 41 | +5  | 20 |
| 5    | Arenas Club         | 18 | 8  | 3 | 7  | 32 | 39 | -7  | 19 |
| 6    | Athletic Madrid     | 18 | 8  | 2 | 8  | 43 | 41 | +2  | 18 |
| 7    | RCD Espanyol        | 18 | 7  | 4 | 7  | 32 | 38 | -6  | 18 |
| 8    | CE Europa           | 18 | 6  | 4 | 8  | 45 | 49 | -4  | 16 |
| 9    | Real Irún           | 18 | 5  | 2 | 11 | 40 | 42 | -2  | 12 |
| 10   | Racing de Santander | 18 | 3  | 3 | 12 | 25 | 50 | -25 | 9  |

M = Játszott mérkőzések; Gy = Győzelem; D = Döntetlen; V = Vereség; Rg = Rúgott gólok; Kg = Kapott gólok; Gk = Gólkülönbség; P = Pontszám

Osztályozási szabályok: 1. pontok száma; 2. egymás ellen gyűjtött pontok; 3. egymás elleni gólkülönbség; 4. egymás ellen lőtt gólok száma; 5. gólkülönbség; 6. lőtt gólok
Forrás: RSSSF LFP

## Kereszttáblázat
A tabellában a hazai csapat listája olvasható a bal oldali oszlopban. Kékkel a hazai csapat győzelme, míg pirossal a hazai csapat veresége van jelölve.
| Klubok               | ARE | ATH | ATM | BAR | ESP | EUR | IRN | RAC | RMA | RSC |
| -------------------- | --- | --- | --- | --- | --- | --- | --- | --- | --- | --- |
| Arenas Club de Getxo | –   | 1-0 | 2-3 | 0-2 | 3-0 | 2-2 | 1-1 | 2-1 | 3-2 | 3-0 |
| Athletic Bilbao      | 2-3 | –   | 3-3 | 5-1 | 9-0 | 2-0 | 2-1 | 0-0 | 2-0 | 4-2 |
| Athletic Madrid      | 1-2 | 2-3 | –   | 4-1 | 7-1 | 5-4 | 3-1 | 4-0 | 0-3 | 0-3 |
| FC Barcelona         | 2-2 | 3-0 | 4-0 | –   | 1-0 | 5-2 | 4-1 | 5-1 | 1-2 | 1-0 |
| RCD Espanyol         | 1-2 | 4-1 | 3-2 | 1-1 | –   | 3-1 | 3-2 | 3-0 | 4-0 | 1-1 |
| CE Europa            | 5-2 | 1-1 | 4-1 | 1-1 | 0-3 | –   | 3-3 | 4-1 | 5-2 | 4-3 |
| Real Unión           | 7-1 | 6-3 | 1-2 | 1-2 | 4-3 | 2-3 | –   | 3-1 | 0-2 | 2-3 |
| Racing de Santander  | 5-1 | 0-4 | 1-2 | 0-2 | 1-1 | 3-2 | 1-3 | –   | 1-3 | 6-1 |
| Real Madrid CF       | 2-0 | 5-1 | 2-1 | 0-1 | 2-0 | 5-0 | 2-0 | 2-2 | –   | 2-1 |
| Real Sociedad        | 3-2 | 1-1 | 3-3 | 3-0 | 1-1 | 5-4 | 3-2 | 8-1 | 5-4 | –   |

Forrás: RSSSF LFP

## Fordulók
Forrás: RSSSF LFP

## APichichi-trófeanyertese (gólkirály)
| Név                 | Gólok | Mérkőzések | Csapat          |
| ------------------- | ----- | ---------- | --------------- |
| Francisco Bienzobas | 17*   | 18         | Real Sociedad   |
| Cosme Vázquez       | 15    | 17         | Athletic Madrid |
| Ramón de la Fuente  | 12    | 14         | Athletic Club   |
| Luis Marín          | 12    | 18         | Athletic Madrid |
| Santiago Urtizberea | 11    | 12         | Real Irún       |
| José María Yermo    | 11    | 15         | Arenas Club     |
| Manuel Cros         | 11    | 16         | CE Europa       |
| Jaime Lazcano       | 11    | 17         | Real Madrid     |
| Luis Regueiro       | 11    | 17         | Real Irún       |
| Gaspar Rubio        | 11    | 17         | Real Madrid     |
| Manuel Parera       | 11    | 18         | FC Barcelona    |

Forrás: RSSSF LFP

*Egyes források szerint Bienzobas 14 góllal lett gólkirály, azonban a spanyol bajnokság hivatalos honlapja szerint 17 találatot ért el.

## AZamora-díjnyertese
| Név              | Kapott gólok | Mérkőzések | Csapat       |
| ---------------- | ------------ | ---------- | ------------ |
| Francisco Zamora | 24           | 15         | RCD Espanyol |